# 6 mai 1957
Le lundi 6 mai 1957 est le 126e jour de l'année 1957.

## Naissances
- Jean-Pierre Bouvier, grimpeur français
- Dominique Bar, scénariste et dessinateur de bande dessinée belge
- Didier Delsalle, pilote d'essais sur hélicoptères français
- Mbah Surip (mort le 4 août 2009),

## Autres événements
- Découverte de (8059) Deliyannis